# وزارة الخارجية (كوريا الجنوبية)
وزارة الشؤون الخارجية في كوريا الجنوبية (هانغل: 대한민국 외교부) هي وزارة في حكومة كوريا الجنوبية مسؤولة عن العلاقات الخارجية للبلاد وكذلك التعامل مع القضايا المتعلقة بالمغتربين الكوريين. تأسست في 17 يوليو 1948. يقع مكتبها الرئيسي في مبنى منطقة حي جونغنو في العاصمة سيول.

## وصلات خارجية
- وزارة الشؤون الخارجية
- وزارة الخارجية (الإنجليزية)